# Topikalni lek
Topikalni lek je lek koji se primenjuje na telesnim površinama kao što je koža ili mukozna membrana za lečenje bolesti širokog opsega klasa. Ovaj tip lekova obuhvata kremove, pene, gelove, losione, i masti.
Većina topikalnih lekova je epikutana (i.e. oni se primenjuju direktno na kožu). Topikalni lekovi mogu da budi i inhalacioni, kao što su lekovi za astmu, ili se mogu primenjivati na površini drugih tkiva, kao što su kapi za oči koje se nanose na konjunktivu, ili kapi za uši koje se stavljaju u uvo, ili lekovi koji se primenjuju na površini zuba. U pogledu načina primene leka, topikalni lekovi su u kontrastu sa enteralnim (deluju u digestivnom traktu) i intravaskularno/intravenoznim (injekcije u cirkulatorni sistem) primenama.
Topikalni efekat, u farmakodinamičkom smislu, se može odnositi na lokalne, umesto sistemičkih, ciljeva lekova. Međutim, mnoštvo topikalno administriranih lekova ima sistemičko dejstvo.
Neke hidrofobne hemikalije, kao što su steroidni hormoni, mogu da budu apsorbovani u telo nakon primene na koži u obliku krema, gelova, ili losiona. Transdermalni flasteri su postali popularni način administacije pojedinih lekova za kontrolu rađanja, terepije hormonske zamene, i sprečavanje bolesti kretanja. Primer antibiotika koji mogu da budu primenjeni topikalno je hloramfenikol.

## Literatura
- Keith Parker; Laurence Brunton; Goodman, Louis Sanford; Lazo, John S.; Gilman, Alfred (2006). Goodman & Gilman's The Pharmacological Basis of Therapeutics (11. изд.). New York: McGraw-Hill. ISBN 0071422803.
- Dr. David Edwards - Dentistry Microbiology Lecture series

## Spoljašnje veze
- History of ointments